# Mathias Hastrup Bornemann
Mathias Hastrup Bornemann (født 27. september 1776 i Brøndum ved Skive, død 29. oktober 1840 i København) var en dansk jurist.
M.H. Bornemann var en søn af tidligere borgmester i Viborg Johan Bornemann til hovedgården Jungetgård i Salling og Anna Marie født Hastrup, datter af justitsråd Mads Hastrup til Eskjær, og blev født i Brøndum i Viborg Stift. Førend han endnu havde fyldt sit 4. år, mistede han sin fader. Da moderen senere ægtede regimentskvartermester von der Felde de Fine ved det sjællandske regiment, og dette blev lagt i garnison i Nyborg, kom han i den derværende latinske skole, hvorfra han dimitteredes til Københavns Universitet 1791 med udmærkelse.
Som ung sStudent begejstredes han af vore egne og andre folks digterværker, og selv regnedes han i en årrække blandt vore digtere. Hans patriotiske digte 1801 og 1807 gjorde ham populær. I det forenede selskab, den såkaldte Drejers Klub, der i mange år var samlingssted for digtere og forfattere, var han som taler og digter af ikke få sange aktivt medlem og hørte til den side, som fortrinsvis hyldede Klopstocksk og Schillersk pathos. Nogle år var gåede med æstetik og filosofi, da han med stor energi tog fat på det juridiske studium; 1796 bestod han den juridiske embedseksamen. I 1798 og på ny 1799 konkurrerede han om embedet som adjunkt og notarius ved det juridiske fakultet og ansattes, som sejrende i den sidste konkurrence, 1799 i det nævnte embede.
Den akademiske lærervirksomhed, han hermed begyndte, blev hans livs opgave. I året 1803 udnævntes han til professor juris extraordinarius; 1815 erhvervede han graden som doctor juris; 1817 udnævntes han uden for reglen, da fakultetet kun var normeret med to ordinære professorer (den gang Johan Frederik Vilhelm Schlegel og Frederik Theodor Hurtigkarl), til professor juris ordinarius. Som ordinarius indtrådte han i konsistorium, var 1823-24 universitetets rektor, udnævntes 1829 til etatsråd, 1836 til konferensråd, 1840 til Ridder af Dannebrog og døde samme år som universitetets senior.
Som mærkepunkter i hans liv fortjener endnu at erindres, at han, der levende berørtes af fædrelandets skæbner, i året 1801 og på ny 1807 indtrådte ilivkorpset, ved hvilket han til 1808 var auditør og til 1812 Kaptajn, at han i året 1805 blev medlem af det skandinaviske Litteraturselskab, i hvis skrifter en del arbejder af ham er publicerede, og at han i året 1819 optoges som medlem af det kongelige danske Videnskabernes Selskab. I året 1809 ægtede han Johanne Marie Heinson, født 1788 død 1871, datter af kaptajn Frederik Christian Heinson og Dorothea Georgina født Bornemann. De fik tre sønner, Frederik Christian, Georg Bernhard og Johan Alfred.
Under Bornemanns lange akademiske lærervirksomhed tilfaldt det ham, skiftevis med de andre lærere i det juridiske fakultet, at foredrage de forskellige hoveddele af den positive danske ret. Ved siden heraf havde han som særligt lærefag, hele årrækken igennem, den almindelige retslære. Til dette fag droges han ved sin hele åndsretning og filosofiske dannelse. De fleste arbejder, han har efterladt sig i litteraturen, hører også enten umiddelbart her hen eller stå dog, som almenfilosofiske, i forbindelse hermed, således hans prøveforelæsning over Rets- og Pligtbegrebet (1799, i tidsskriftet Astræa), hans Forsøg til at udkaste en almindelig Kriminalret (1799-1800, ligeledes i Astræa), en række afhandlinger i Minerva og Skandinavisk Litteratur Selskabs Skrifter, hans universitetsprogram af 1809 de fundamentis et instituto Juris universalis, hans foredrag i Videnskabernes Selskab, Udvikling af Sædelighedens moralske Idé (i oversigt over Selskabets Forhandlinger 1824-27), og endelig hans i 1832 udgivne 1. dels 1. afdeling af den almindelige Retslære (indledningen og moralens grundlære).
Selv i hans arbejder af mere positiv-retlig natur indtager de almindelige undersøgelser en fremtrædende, ofte overvejende plads. Det gælder om hans folkeretlige skrifter, prøveforelæsningen om gesandters hellighed (1799) og skriftet om den brugelige Visitation af nevtrale Skibe og Konvoien (1801), for hvilket, som han i sin selvbiografi siger, Johann Gottlieb Fichtes der geschlossene Handelsstaat var forbillede, og endelig om hans doktordisputats de analogia juris cum speciali ad jus Danicum respectu (1815).
I behandlingsmåden af de retsfilosofiske emner stod Bornemann Immanuel Kant og Fichte meget nær. I udviklingen og konklusionerne viser han sig som en selvstændig, dog mere søgende end afsluttende, tænker. Det af ham hævdede grundsynspunkt af moral og ret som forskellige forgreninger af det sædelige nåede han ikke til at begrunde på fuldt tilfredsstillende måde; men han ophørte aldrig på ny at søge en klarere fremstilling. Under denne bestræbelse blev det arbejde, hvori han havde tænkt sig udtømmende at fremstille sin lære, den i 1832 begyndte fremstilling, ufuldendt. Ikke desto mindre er hans granskning et ingenlunde betydningsløst led i den almindelige retslæres videnskabelige behandling ved vort universitet.
Ringere har hans betydning været for udviklingen af den positive retsvidenskab. Men at han ikke manglede betingelserne for behandlingen af praktiske retsspørgsmaal, viser en række af ham affattede responsa, af hvilke adskillige er offentliggjorte. Praktiske opgaver tilfaldt ham også i rigt mål som referendarius i konsistorium (1817-30 og på ny 1834-36) og som inspector qvæsturæ, med hvilken sidste stilling der indtil omordningen 1836 var forbundet megen direkte administrerende virksomhed.
Han er begravet på Assistens Kirkegård.